# Marianne Rousselle
Marianne Rousselle (* 29. Oktober 1919 in Frankfurt am Main; † 3. September 2003 in München) war eine deutsche Bildhauerin und Malerin.

## Leben
Seit der Teilnahme an einem Modellierkurs für Kinder 1931 begeisterte sich Marianne Rousselle für das plastische Formen. 1934 zog die Familie nach Garmisch-Partenkirchen um, wo Marianne Rousselle in ihrer Freizeit regelmäßig am Unterricht der dortigen Schule für Holzschnitzerei teilnahm. Nach ihrem Schulabschluss und dem Besuch eines Pensionats in Dresden erhielt sie 1937 in Frankfurt am Main Privatunterricht bei dem Schweizer Bildhauer Richard Petraschke und 1938 bei dem Tierplastiker Karl Wagner. 1938–1939 studierte sie Bildhauerei an der Städelschule. Von 1940 bis 1941 setzte sie ihr Studium an der Münchener Kunstakademie bei Bernhard Bleeker fort. Von 1941 bis 1944 studierte sie an der Stuttgarter Kunstakademie bei Fritz von Graevenitz, dessen Meisterschülerin sie von 1942 bis 1944 war. Nach 1945 war sie in Eschenlohe tätig und längere Zeit in Biberach an der Riß. Studienaufenthalte führten sie nach Italien, Tripolis und Paris. Marianne Rousselle war mit dem Psychiater Georg A. Roemer verheiratet, der den Rorschachtest um eine Symboltestserie erweiterte.

## Stil
Karl Ude schrieb über sie: „Marianne Rousselle lässt sich für ihre Plastiken vom Kreatürlichen anregen. Ihre Stärke: dass sie nicht ‚Wirklichkeit’ abbildet; sie führt Erscheinungsformen auf den plastischen Wesenskern zurück – ungemein vereinfacht und zugleich durchgeistigt.“ (Kiessling S. 460).

## Auszeichnungen
- 1967 Silbermedaille für Skulptur von Paris
- 1980 Schwabinger Kunstpreis